# Útěšenovice
Útěšenovice (německy Autieschenowitz) jsou malá vesnice, část obce Zbraslavice v okrese Kutná Hora. Nachází se dva kilometry jižně od Zbraslavic. Útěšenovice jsou také název katastrálního území o rozloze 4,74 km². V katastrálním území Útěšenovice leží i Borová a Radvančice.

## Historie
První písemná zmínka o vesnici pochází z roku 1454.
Roku 1950 byla obec Útěšenovice připojena k obci Zbraslavice.

## Další fotografie

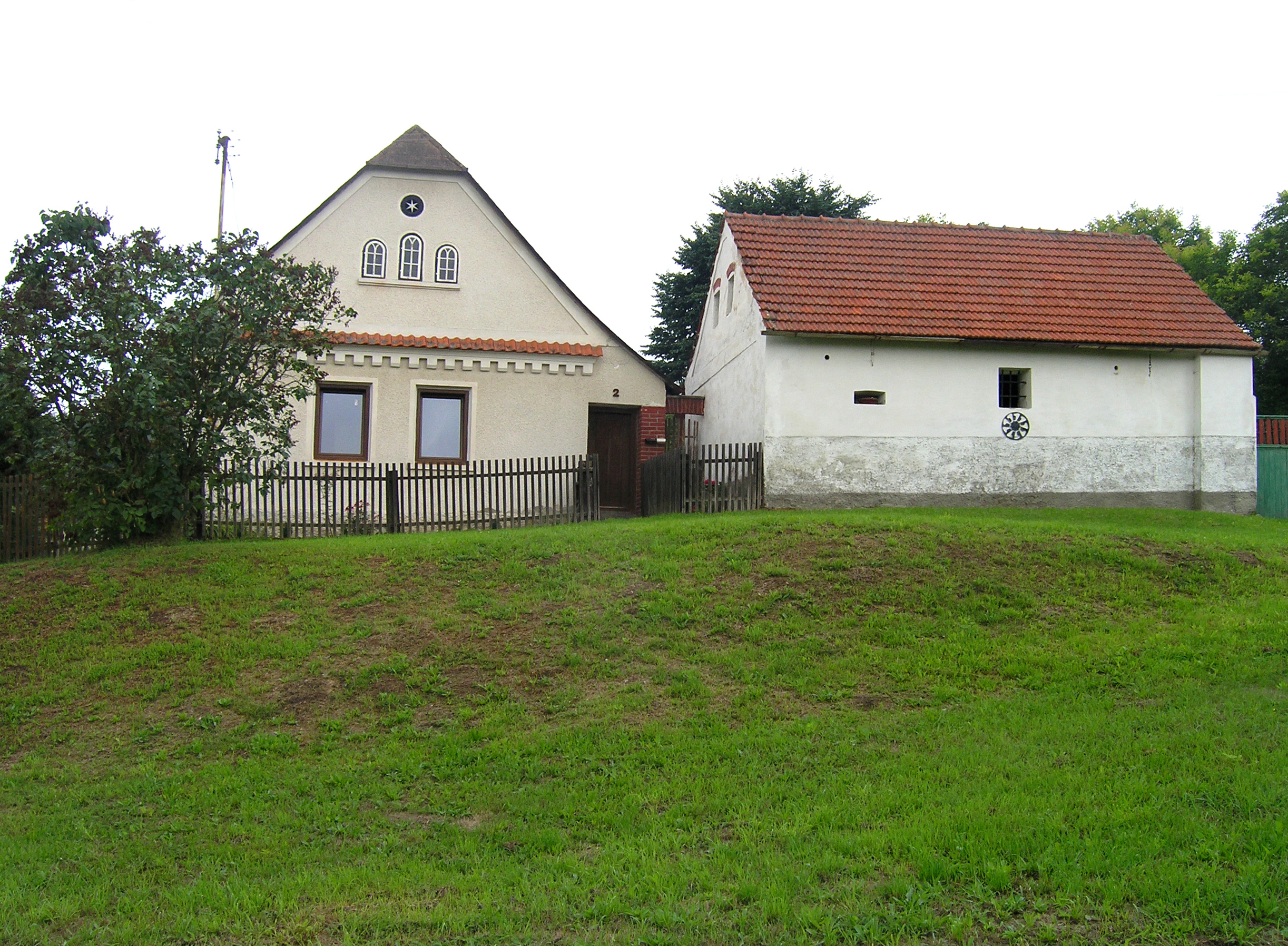
Opravený statek
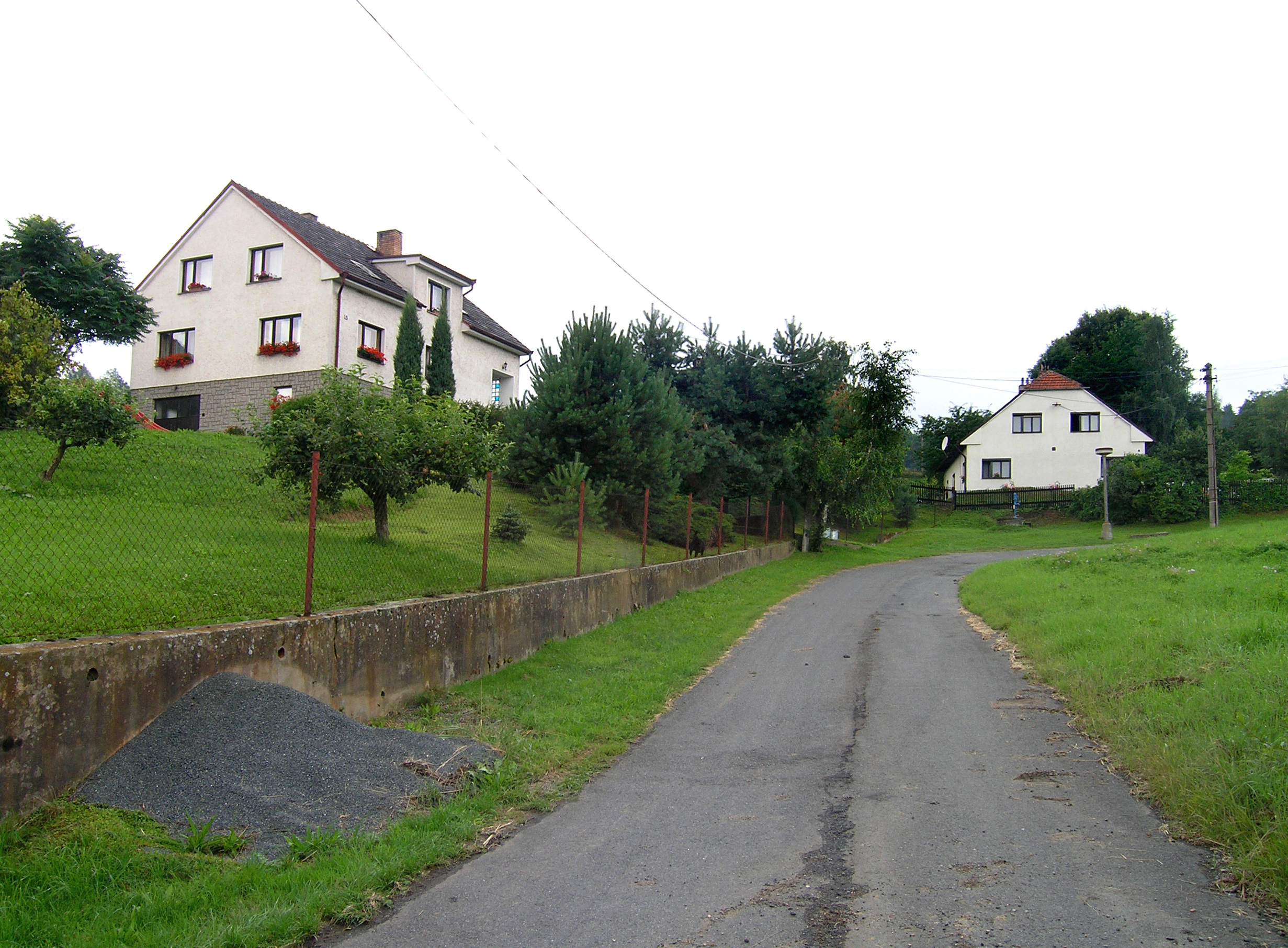
Jižní část vesnice